# Revolutionart
Revolutionart es un magacín internacional de arte, diseño gráfico, tendencias y artes visuales, editado en inglés para todos los países. Es una publicación bi-mensual donde participan una gran variedad de artistas gráficos y es considerada una de las de mayor influencia a nivel mundial. 
Todas las ediciones de Revolutionart son completamente gratuitas. Es publicada por Publicistas.org y su editor es Nelson Medina.

## Participantes
Algunos de sus contribuyentes han sido Floria Sigismondi, Lemmy Kilmister, Matt Mignanelli, Skew Siskin, Jeremyville Oliviero Toscani, Greg Marinovich, Tino Soriano, Mandy Lynn, Adhemas Batista, Joey Lawrence, y Justin Lassen.
Del mismo modo mantiene convocatorias abiertas a nuevos talentos para todos los números. Las categorías de participación incluyen músicos, artistas gráficos, fotógrafos y modelos.

## Temática
Cada edición está comandada por un tema de interés global y artistas internacionales manifiestan su visión de manera gráfica. Entre las temáticas podemos observar ediciones completas dedicadas al calentamiento global, crisis económica, religión, pandemias, evolución del hombre, conquista del espacio, etnicidad, política y similares.
La intención de la publicación es generar reflexión sobre temas que involucran a la humanidad a partir de la comunicación audiovisual.